# Мунро
Мунро (англ. Munro) — общее название шотландских гор с высотой более 3000 футов (914 метров). Эти вершины названы в честь сэра Хью Манро (1856—1919), который составил первый список таких гор в 1891 году. По состоянию на сентябрь 2012 года шотландский клуб альпинизма относит к ним 282 вершины. К мунро относится самая высокая вершина на Британских островах Бен-Невис.

## Восхождения на мунро
Восхождение на эти горы является довольно сложным, особенно в зимний период. По сравнению с некоторыми континентальными хребтами, шотландские горы кажутся скромными по высоте, но они достаточно коварны из-за географической широты и воздействия атлантической и северной ледовитой метеорологических систем. Даже летом условия восхождения могут быть ужасны: густой туман, сильный ветер, проливной дождь и температура ниже нуля на вершинах. Особенно тяжелы зимние подъёмы на некоторые мунро из-за непредсказуемой погоды, снега, льда и плохой видимости. Смертельные случаи на вершинах регистрируются каждый год, в основном, из-за падения на скользких участках.
В Шотландии хождение в горы очень популярно. Один из видов такого хождения — «Munro bagging». Цель заключается в том, чтобы подняться на все вершины мунро. По состоянию на 2020 год более чем 6794 человек сообщили о завершении как минимум одного круга (282 горы). Человек, побывавший на всех вершинах мунро, имеет право называться Munroist.

## Рекорды
Эти восхождения имеют свои рекорды: первый непрерывный круг мунро завершил Хамиш Браун в 1974 году. Самый быстрый непрерывный круг совершил Стефен Пайк в 2010 году менее, чем за 40 дней. Человек с наибольшим количеством кругов мунро — Стивен Фэллон из Эдинбурга — 13 кругов по состоянию на 2006 г.
Бен Флитвуд стал, вероятно, самым молодым человеком, совершившим восхождение на все 282 вершины. Он поднялся на последнюю мунро 30 августа 2011 года в возрасте 10 лет и 3 месяцев. Самый младший, совершивший все восхождения без присутствия родителей или опекуна — Энди Нисбет, который закончил свой тур в 1972 году в возрасте 18 лет и 1 месяца.